# Championnat du Kazakhstan de football 2019
Navigation
Édition précédente Édition suivante
La saison 2019 de Premier-Liga kazakhe de football est la 28e édition de la première division kazakhe. Elle regroupe douze équipes du pays, dont deux promus de deuxième division, au sein d'une poule unique où elles s'affrontent à trois reprises. Le tenant du titre est le FK Astana, vainqueur des cinq derniers championnats.
Trois places qualificatives pour les compétitions européennes sont attribuées par le biais du championnat : une pour le premier tour de qualification de la Ligue des champions 2020-2021 et deux pour le premier tour de qualification en Ligue Europa 2020-2021. Une autre place qualificative pour la Ligue Europa est également attribuée garantie au vainqueur de la Coupe du Kazakhstan 2019. Les deux derniers du championnat sont relégués en deuxième division tandis que le dixième dispute un barrage de relégation contre le troisième de la deuxième division.
Le FK Astana termine champion à l'issue de la saison et remporte son sixième titre consécutif de champion, se qualifiant dans la foulée pour la Ligue des champions. Le Kaïrat Almaty termine quant à lui vice-champion pour la cinquième année de suite tandis que l'Ordabasy Chimkent complète le podium, les deux se qualifiant ainsi pour la Ligue Europa en compagnie du Kaysar Kyzylorda, sixième et vainqueur de la Coupe du Kazakhstan.
En bas de classement, le FK Aktobe termine largement dernier et est relégué, ayant notamment subi une pénalité de douze points en début de saison. Il est accompagné du FK Atyraou, relégué en tant qu'avant-dernier, tandis que le FK Taraz se maintient à l'issue du barrage de relégation contre l'Akjaïyk Oural.
Les deux meilleurs buteurs de la compétition sont l'Ukrainien Aderinsola Eseola du Kaïrat Almaty et le Croate Marin Tomasov du FK Astana, qui cumulent chacun dix-neuf buts inscrits au cours de la saison. Ils sont suivis par Márton Eppel, lui aussi du Kaïrat Almaty, et Abat Aimbetov du FK Aktobe qui en cumulent tous les deux seize.

## Participants
| \| Aktobe Okjetpes Astana Atyrau Irtych Kairat Kaysar Taldykourgan Ordabasy Chakhtior Taraz Tobol \| Localisation des clubs. |
| Aktobe Okjetpes Astana Atyrau Irtych Kairat Kaysar Taldykourgan Ordabasy Chakhtior Taraz Tobol                               |

Légende des couleurs
- Premier tour de qualification de la Ligue des champions 2019-2020
- Premier tour de qualification de la Ligue Europa 2019-2020
- Promu de deuxième division

| Club                  | Présent depuis | Classement 2018 | Entraîneur          | Stade                          | Capacité théorique |
| --------------------- | -------------- | --------------- | ------------------- | ------------------------------ | ------------------ |
| FK Astana             | 2009           | 1               | Roman Hryhorchuk    | Astana Arena                   | 30 000             |
| Kaïrat Almaty         | 2010           | 2               | Alekseï Chpilevski  | Stade central                  | 25 057             |
| Tobol Kostanaï        | 1999           | 3               | Vladimir Gazzaïev   | Stade central                  | 10 500             |
| Ordabasy Chimkent     | 2003           | 4               | Kakhaber Tskhadadze | Kazhymukan Munaitpasov Stadium | 35 000             |
| Kaysar Kyzylorda      | 2017           | 5               | Stoycho Mladenov    | Gani Muratbayev Stadium        | 7 500              |
| Jetyssou Taldykourgan | 2018           | 6               | Dmitri Ogaï         | Zhetysu Stadium                | 4 000              |
| FK Aktobe             | 2001           | 7               | Aleksandr Sedniov   | Stade central                  | 15 000             |
| Chakhtior Karagandy   | 1992           | 8               | Nikolay Kostov      | Stade Chakhtior                | 20 000             |
| FK Atyraou            | 2001           | 9               | Oleg Dulub          | Munaishy Stadium               | 8 690              |
| Irtych Pavlodar       | 1992           | 10              | Milan Milanović     | Stade central                  | 15 000             |
| Okjetpes Kökşetaw     | 2019           | 1er (D2)        | Andrei Karpovich    | Okzhetpes Stadium              | 4 158              |
| FK Taraz              | 2019           | 2e (D2)         | Nurken Mazbaev      | Taraz Central Stadium          | 11 525             |

## Compétition

### Règlement
Les équipes se rencontrent trois fois, soit un total de 33 matchs chacun. Le classement est établi sur le barème de points classique, une victoire valant trois points, un match nul un seul et défaite aucun.
En cas d'égalité de points, le premier critère de départage est la différence de buts générale, suivi du nombre de matchs remportés puis du nombre de buts marqués, de manière générale puis à l'extérieur. Si deux équipes sont toujours à égalité après application de ces critères, elles sont alors départagées selon les résultats obtenus lors des confrontations directes entre les équipes concernées. Si cela ne suffit toujours pas, elles sont alors départagées par un tirage au sort.

### Classement
| Rang | Équipe                | Pts   | J  | G  | N | P  | Bp | Bc | Diff |
| ---- | --------------------- | ----- | -- | -- | - | -- | -- | -- | ---- |
| 1    | FK Astana T S         | 69    | 33 | 22 | 3 | 8  | 67 | 28 | +39  |
| 2    | Kaïrat Almaty         | 68    | 33 | 22 | 2 | 9  | 65 | 32 | +33  |
| 3    | Ordabasy Chimkent     | 65    | 33 | 19 | 8 | 6  | 52 | 24 | +28  |
| 4    | Tobol Kostanaï        | 63    | 33 | 19 | 6 | 8  | 45 | 27 | +18  |
| 5    | Jetyssou Taldykourgan | 56    | 33 | 16 | 8 | 9  | 45 | 25 | +20  |
| 6    | Kaysar Kyzylorda C    | 42    | 33 | 12 | 6 | 15 | 37 | 43 | -6   |
| 7    | Okjetpes Kökşetaw P   | 40    | 33 | 11 | 7 | 15 | 44 | 49 | -5   |
| 8    | Irtych Pavlodar       | 37    | 33 | 11 | 4 | 18 | 30 | 45 | -15  |
| 9    | Chakhtior Karagandy   | 35    | 33 | 9  | 8 | 16 | 40 | 47 | -7   |
| 10   | FK Taraz P            | 29    | 33 | 7  | 8 | 18 | 28 | 60 | -32  |
| 11   | FK Atyraou            | 26    | 33 | 6  | 8 | 19 | 25 | 58 | -33  |
| 12   | FK Aktobe             | 15-12 | 33 | 7  | 6 | 20 | 35 | 75 | -40  |

Qualifications européennes
- 1er : premier tour de qualification
- C : deuxième tour de qualification
- 2e et 3e : premier tour de qualification
- 10e : barrage de relégation en deuxième division
- 11e et 12e : relégation en deuxième division
- T : Tenant du titre
- C : Vainqueur de la Coupe du Kazakhstan 2019
- S : Vainqueur de la Supercoupe du Kazakhstan 2019
- P : Promu de deuxième division

1. ↑  Le 18 février 2019, FK Aktobe se voit infliger une pénalité de six points en raison de dettes impayées envers l'ancien joueur Dele Adeleye[2]. Le 14 mars 2019 le club se voit infliger une deuxième pénalité de six points pour les mêmes raisons envers l'ancien joueur Nemanja Nikolić[3].

### Résultats
| Résultats (▼dom., ►ext.)                                   | AKT | AST | ATY | CHA | IRT | JET | KRT | KAY | OKJ | ORD | TAR | TOB | AKT | AST | ATY | CHA | IRT | JET | KRT | KAY | OKJ | ORD | TAR | TOB |
| FK Aktobe                                                  |     | 2-3 | 2-0 | 2-2 | 2-1 | 1-2 | 1-3 | 1-3 | 0-2 | 0-3 | 2-3 | 0-1 |     |     | 3-2 | 3-2 | 1-1 |     |     |     | 1-2 |     | 2-2 |     |
| FK Astana                                                  | 4-1 |     | 3-1 | 1-2 | 0-1 | 1-0 | 0-2 | 4-1 | 2-1 | 2-1 | 4-0 | 2-1 | 5-0 |     |     | 2-1 | 0-2 |     | 3-1 | 3-0 |     |     | 5-0 |     |
| FK Atyraou                                                 | 1-1 | 0-3 |     | 0-0 | 1-3 | 2-1 | 2-1 | 1-3 | 1-2 | 1-0 | 1-1 | 0-1 |     | 1-4 |     |     | 0-3 | 0-3 |     |     | 2-2 | 1-3 |     |     |
| Chakhtior Karagandy                                        | 3-0 | 1-0 | 1-1 |     | 4-0 | 2-0 | 1-2 | 0-1 | 1-0 | 1-2 | 1-0 | 0-1 |     |     | 0-1 |     |     |     | 0-4 | 3-0 | 2-2 |     |     | 0-1 |
| Irtych Pavlodar                                            | 0-1 | 0-4 | 1-0 | 0-0 |     | 0-3 | 0-2 | 0-1 | 2-1 | 0-2 | 2-0 | 0-2 |     |     |     | 4-2 |     |     | 5-0 | 2-1 | 0-1 |     | 1-0 | 2-0 |
| Jetyssou Taldykourgan                                      | 1-1 | 0-2 | 0-0 | 2-0 | 4-0 |     | 3-0 | 1-0 | 5-1 | 1-1 | 2-0 | 1-0 | 5-0 | 2-1 |     | 3-2 | 2-1 |     |     |     |     | 0-1 | 0-0 |     |
| Kaïrat Almaty                                              | 3-0 | 0-1 | 2-0 | 2-1 | 2-1 | 0-0 |     | 5-1 | 4-1 | 0-1 | 2-0 | 0-1 | 6-0 |     | 2-1 |     |     | 4-1 |     |     | 0-1 | 4-1 |     | 2-0 |
| Kaysar Kyzylorda                                           | 0-1 | 0-0 | 0-1 | 2-2 | 2-0 | 0-1 | 2-1 |     | 0-1 | 0-0 | 1-1 | 5-1 | 1-3 |     | 0-1 |     |     | 0-2 | 0-1 |     | 1-1 |     |     | 1-1 |
| Okjetpes Kökşetaw                                          | 4-0 | 1-1 | 3-0 | 2-2 | 1-0 | 0-1 | 1-2 | 1-2 |     | 0-0 | 3-1 | 1-2 |     | 0-1 |     |     | 1-0 | 1-1 |     |     |     | 0-4 | 2-3 |     |
| Ordabasy Chimkent                                          | 1-0 | 3-2 | 1-1 | 3-0 | 1-0 | 1-0 | 0-0 | 1-2 | 3-0 |     | 3-0 | 1-2 | 4-1 | 1-1 |     | 3-2 | 2-0 |     |     | 0-2 |     |     | 3-0 |     |
| FK Taraz                                                   | 1-1 | 2-0 | 2-0 | 1-2 | 0-0 | 2-0 | 0-1 | 1-2 | 2-6 | 1-0 |     | 0-1 |     |     | 2-2 | 0-0 |     |     | 0-2 | 2-1 |     |     |     | 0-5 |
| Tobol Kostanaï                                             | 2-1 | 0-2 | 3-0 | 2-0 | 3-0 | 0-0 | 3-5 | 0-2 | 2-0 | 1-1 | 4-1 |     | 2-1 | 0-1 | 2-0 |     |     | 0-0 |     |     | 1-0 | 1-2 |     |     |
| - Victoire à domicile - Match nul - Victoire à l'extérieur |     |     |     |     |     |     |     |     |     |     |     |     |     |     |     |     |     |     |     |     |     |     |     |     |

### Barrage de relégation
Le barrage de relégation voit s'opposer l'Akjaïyk Oural, troisième de la deuxième division, et le FK Taraz, dixième du premier échelon. Il est disputé sur deux manches les 15 et 18 novembre 2019.
Le FK Taraz sort vainqueur de la confrontation, obtenant le match nul au match aller à l'extérieur avant de l'emporter 3-1 chez lui pour assurer sa place en première division pour la saison 2020.
| Équipe             | Aller | Total | Retour | Équipe        |
| ------------------ | ----- | ----- | ------ | ------------- |
| Akjaïyk Oural (D2) | 0 - 0 | 1 - 3 | 1 - 3  | (D1) FK Taraz |

## Meilleurs buteurs
| Rang | Joueur            | Club              | Buts |
| ---- | ----------------- | ----------------- | ---- |
| 1    | Aderinsola Eseola | Kaïrat Almaty     | 19   |
| 1    | Marin Tomasov     | FK Astana         | 19   |
| 3    | Abat Aimbetov     | FK Aktobe         | 16   |
| 3    | Márton Eppel      | Kaïrat Almaty     | 16   |
| 5    | João Araújo       | Ordabasy Chimkent | 14   |
| 6    | Tigran Barseghyan | Kaysar Kyzylorda  | 11   |
| 7    | Azat Nurgaliev    | Tobol Kostanaï    | 10   |
| 8    | Richard Kule      | Kaysar Kyzylorda  | 9    |